# Южная Сергеевка
Ю́жная Серге́евка — село в Партизанском районе Приморского края. Входит в состав Сергеевского сельского поселения.

## География
Село Южная Сергеевка стоит в долине реки Партизанская, до левого берега около 1 км.
Через село проходит автотрасса Находка — Кавалерово.
Расстояние до административного центра сельского поселения Сергеевка (на север по трассе) около 5 км. Расстояние до районного центра Владимиро-Александровское (на юг) около 45 км.

## Население
| 2002 | 2010 |
| ---- | ---- |
| 196  | ↘158 |

## Улицы
В селе имеется одна улица: 50 лет ВЛКСМ.

## Экономика
Жители занимаются сельским хозяйством.